# Leccino
Leccino es un cultivar de Olea europea. Su fruto, es una de las principales olivas utilizadas en la producción de olio de oliva italiano. En toda Italia, es uno de los principales cultivares de olivo que se encuentran en los olivares. Se cree que se originó en Lecce, y ahora se cultiva en todo el mundo. Debido a su delicado sabor, el olio de oliva que produce se mezcla comúnmente con Frantoio, Coratina, Moraiolo y  Pendolino para crear más sabor.

## Sobre el árbol
El árbol Leccino crece bien en climas más fríos, pero no es tan tolerante al calor como los cultivares de olivo españoles. El árbol crece rápidamente y tiene un dosel denso. Tiende a ser muy productivo en las condiciones adecuadas y tiende a crecer más como un árbol que como un arbusto, lo cual es diferente a la mayoría de los olivos. El rendimiento medio de olio es del 18-21% del fruto. No se autopoliniza y requiere la presencia de otro cultivar, comúnmente Pendolino, para dar fruto.

## Sinónimos
Allorino (Leccino Pendulo), Allorino (Leccino Piangente), Grappuda, Prevoce Leccino, Colombina, Leccino LD (Leccino compacta), Leccino LD (Leccino enano), Leccino 04, Leccino 13, Canneto Leccino (Leccino CLONE ISTEA 30), Leccino Collececco 22, Leccino di Belmonte,  Leccino Ecotipo 2, Leccino Moricone, Leccino Pesciatino, Leccio, Lechino, Lucca, Toscano y Verolana.

## Historia
Si bien no está claro cuándo apareció por primera vez el cultivar, se pueden encontrar referencias escritas cerca del final de la Edad Media, y el Leccino es generalmente uno de los cultivares más antiguos de Italia.  Leccino ha hecho su aparición en otros países durante los últimos 50 años con la creciente popularidad del olio de oliva. Se cultiva comúnmente en California, Chile y Australia entre otras regiones productoras de olio de oliva.